# Petrus Olai
Petrus Olai (Peder Olsen, ca. 1490–ca. 1570) var en dansk franciskanerbroder og historiker.
Der kendes ingen detaljer om hans liv. Han omtaler sig selv som Petro Olavo Saneropio Minoritano i en kolofon af hans Collectanea ad historiam danicam pertinentia. En senere note i samme håndskrift af Anders Sørensen Vedel (fol. 171v) antyder, at han var død ca. 1570.
Han var formodentlig munk på Roskilde Kloster, hvorfor Claus Christoffersen Lyschander (ca. 1620) omtaler ham som Petrus Olai Roschildensis. Tilnavnet Saneropius refererer til Sonnerup Sogn (nu i Lejre Kommune), omkring 10 km vest for Roskilde.
Petrus begyndte sandsynligvis sin Collectanea omkring 1515, da han stadig var ung munk, som en personlig notesbog.
Fra omkring 1522 blev han ansat af sin orden til at skrive en krønike om franciskanerne i Skandinavien. Efter Reformationen i Danmark (i 1537) blev ordenen opløst i Danmark, men Petrus fortsatte sit arbejde med dansk historie indtil omkring 1560 som 'Danorum Gesta, ikke at forveksle med det tidligere værk Gesta Danorum.
Manuskriptet Collectanea ad historiam danicam pertinentia (AM 107 8°, 172 folia) er en notesbog med en kompliceret struktur, udvidet med adskillige ekstra sider og løse papirlapper samt adskillige interlineære og marginale noter, og er aldrig blevet redigeret i sin helhed.
Danorum Gesta er derimod en sammenhængende tekst. Den findes i manuskripterne Uppsala Universitetsbibliotek DG 37, 86 folia, og København, Det Kongelige Bibliotek, GKS 2461 4° (92 folia).
Det behandler Danmarks historie fra 1191 til 1559, men det indeholder kun få originale oplysninger.
De to manuskripter indeholder den samme tekst fra 1319, hvor kun Uppsala-manuskriptet indeholder delen fra 1191 til 1318. Begge er næsten samtidige kopier, men ikke autografer.
Størstedelen af teksten består af uddrag fra Collectanea; Gesta er faktisk den systematiske syntese af det materiale, der er indsamlet gennem årene i hans notesbog. Den repræsenterer det første forsøg på en sammenhængende "fortsættelse af Saxo", som er præsenteret med en mere varig indflydelse (og i tryk) af Arild Huitfeldt i 1600.
Colectanea blev flittigt brugt af andre historikere allerede i Petrus' levetid, især af Paulus Helie til hans Skibby-Krønike, af Hans Svaning og af Anders Sørensen Vedel, der arvede Colectanea-manuskriptet efter Petrus' død. Arne Magnusson erhvervede manuskriptet. i 1726 og delvise udgaver af teksterne blev udgivet i Scriptores rerum Danicarum af Jakob Langebek begyndende i 1772.
Danorum Gesta blev delvist (for perioden 1448–1559) oversat til dansk, som Roskilde-årbogen, der ville få stor indflydelse i årtierne op til udgivelsen af Arild Hvidtfeldts Danske Krønike i 1600.